# Jan Jurkiewicz
Jan Maksymilian Jurkiewicz, född 5 oktober 2000, är en polsk fäktare som tävlar i florett. Han har studerat vid St. John's University i New York och tävlat för deras idrottsförening St. John's Red Storm.

## Karriär
Vid olympiska sommarspelen 2024 i Paris blev Jurkiewicz utslagen i sextondelsfinalen i herrarnas florett av egyptiske Mohamed Hamza samt var en del av Polens lag tillsammans med Andrzej Rządkowski, Michał Siess och Adrian Wojtkowiak som slutade på sjätte plats i lagtävlingen i florett.